# Liste des membres du Conseil d'État du canton de Lucerne
Cette page présente la liste des conseillers d'État du canton de Lucerne, par législature.

## XXIesiècle

### 2019-2024
Élections du 31 mars 2019 (1er tour) et du 19 mai 2019 (2e tour)
- Guido Graf (PDC), département de la santé et de l'action sociale
- Fabian Peter (PLR), département des constructions, de l'environnement et de l'économie
- Marcel Schwerzmann (sans parti), département des finances. Président en 2021-2022
- Paul Winiker (UDC), département de la justice et de la sécurité. Président en 2019-2020
- Reto Wyss (PDC), département de la formation et de la culture. Président en 2020-2021

### 2015-2019
Élections du 29 mars 2015 (1er tour) et du 10 mai 2015 (2e tour)
- Guido Graf (PDC), département de la santé et de l'action sociale. Président en 2017-2018
- Robert Küng (PLR), département de la construction, de l'environnement et de l'économie. Président en 2018-2019
- Marcel Schwerzmann (sans parti), département des finances. Président en 2016-2017[N 1]
- Paul Winiker (UDC), département de la justice et de la sécurité
- Reto Wyss (PDC), département de la formation et de la culture. Président en 2015-2016

### 2011-2015
Élections du 10 avril 2011 15 mai 2011
- Marcel Schwerzmann (sans parti), département des finances. Président en 2011
- Guido Graf (PDC), département de la santé et des affaires sociales. Président en 2013
- Robert Küng (PLR), département de la construction, de l'environnement et de l'économie. Président en 2014
- Yvonne Schärli-Gerig (PS), département de la justice et de la sécurité. Présidente en 2012
- Reto Wyss (PDC), département de la formation et de la culture. Président en 2015

### 2007-2011
Élections du 1er avril 2007 (1er tour) et du 13 mai 2007 (2e tour). Élection complémentaire du 27 septembre 2009
- Markus Dürr (PDC), président en 2008. Remplacé en 2009 par Guido Graf (PDC)
- Max Pfister (PRD), président en 2009
- Yvonne Schärli-Gerig (PS), présidente en 2007
- Marcel Schwerzmann (sans parti)
- Anton Schwingruber (PDC), président en 2010

### 2003-2007
Élections du 6 avril 2003 (1er tour) et du 18 mai 2003 (2e tour). Élection complémentaire du 27 février 2005
- Markus Dürr (PDC), président en 2003 (depuis le 1er juillet 2003)
- Kurt Meyer (PDC), président en 2004. Remplacé en 2005 par Daniel Bühlmann (UDC)
- Max Pfister (PRD), président en 2005
- Yvonne Schärli-Gerig (PS)
- Anton Schwingruber (PDC), président en 2006

### 1999-2003
Élections du 18 avril 1999 (1er tour) et du 30 mai 1999 (2e tour)
- Markus Dürr (PDC)
- Ulrich Fässler (PRD), président en 2002
- Margrit Fischer (PDC), présidente en 2003 (jusqu'au 30 juin 2003)
- Paul Huber (PS)
- Kurt Meyer (PDC), président en 1999
- Max Pfister (PRD), président en 2000
- Anton Schwingruber (PDC), président en 2001

## XXesiècle

### 1995-1999
- Ulrich Fässler (PRD), président en 1995
- Klaus Fellmann (PDC), président en 1996
- Paul Huber (PS), président en 1998
- Kurt Meyer (PDC), président en 1999
- Brigitte Mürner-Gilli (PDC), présidente en 1997
- Max Pfister (PRD)
- Anton Schwingruber (PDC)

### 1991-1995
- Josef Egli (PDC), président en 1994
- Ulrich Fässler (PRD), président en 1995
- Klaus Fellmann (PDC), président en 1991
- Paul Huber (PS), président en 1993
- Erwin Muff (PRD)
- Brigitte Mürner-Gilli (PDC), présidente en 1992
- Heinrich Zemp (PDC)

### 1987-1991
Élections du 3 mai 1987 (1er tour) et du ??? (2e tour)
- Robert Bühler (PRD)[4], président en 1989. Remplacé en 1990 par Ulrich Fässler (PRD)[5]
- Josef Egli (PDC), président en 1987
- Klaus Fellmann (PDC), président en 1991
- Paul Huber (PS)
- Erwin Muff (PRD), président en 1990
- Brigitte Mürner-Gilli (PDC)
- Heinrich Zemp (PDC), président en 1988

### 1983-1987
- Hans-Ernst Balsiger (PS)[6], président en 1984
- Robert Bühler (PRD), président en 1983
- Josef Egli (PDC), président en 1987
- Walter Gut (PDC), département de l'instruction publique[7]
- Karl Kennel (PDC), président en 1985
- Erwin Muff (PRD), président en 1986
- Heinrich Zemp (PDC)

### 1979-1983
- Hans-Ernst Balsiger (PS)
- Robert Bühler (PRD), président en 1983
- Walter Gut (PDC), département de l'instruction publique. Président en 1982
- Karl Kennel (PDC), président en 1981
- Peter Knüsel (PRD)[8], département de l'économie. Président en 1979. Remplacé en 1982 par Erwin Muff (PRD)[9]
- Carl Mugglin (PDC), département des finances[10]. Président en 1980
- Felix Wili (PDC)[11]

### 1975-1979
- Walter Gut (PDC), département de l'instruction publique. Président en 1976
- Karl Kennel (PDC), président en 1975
- Peter Knüsel (PRD), département de l'économie, président en 1979
- Carl Mugglin (PDC), département des finances
- Anton Muheim (PS), département de la justice[12]. Président en 1977. Remplacé en 1978 par Hans-Ernst Balsiger (PS)
- Felix Wili (PDC), président en 1978
- Albert Krummenacher (PRD), département des affaires militaires et de la police[13]. Remplacé en 1977 par Robert Bühler (PRD)

### 1971-1975
- Walter Gut (PDC), département de l'instruction publique
- Karl Kennel (PDC), président en 1975
- Peter Knüsel (PRD), département de l'économie. Président en 1973
- Albert Krummenacher (PRD), département des affaires militaires et de la police
- Carl Mugglin (PDC), département des finances. Président en 1974
- Anton Muheim (PS), département de la justice. Président en 1971
- Felix Wili (PDC), président en 1972

### 1967-1971
- Werner Bühlmann (PDC). Remplacé en 1970 par Carl Mugglin (PDC)
- Josef Isenschmid (PDC), département militaire[14]. Président en 1967
- Adolf Käch (PRD), département de l'économie. Président en 1968. Remplacé en 1969 par Peter Knüsel (PRD)
- Werner Kurzmeyer (PRD), département des affaires communales et de la santé[15]. Président en 1970
- Anton Muheim (PS), département de la justice. Président en 1971
- Hans Rogger (PCS), département de l'instruction publique[16]. Président en 1969
- Felix Wili (PDC)

### 1963-1967
- Werner Bühlmann (PDC)[17], président en 1966
- Josef Isenschmid (PDC), département militaire. Président en 1967
- Adolf Käch (PRD), département de l'économie
- Werner Kurzmeyer (PRD), département des affaires communales et de la santé. Président en 1963
- Franz Xaver Leu (PDC)[18], président en 1964. Remplacé en 1966 par Felix Wili (PDC)
- Anton Muheim (PS), département de la justice. Président en 1965
- Hans Rogger (PCS), département de l'instruction publique

### 1959-1963
- Werner Bühlmann (PDC)
- Josef Isenschmid (PDC), département militaire. Président en 1960
- Adolf Käch (PRD), département de l'économie. Président en 1961
- Werner Kurzmeyer (PRD), département des affaires communales et de la santé. Président en 1963
- Franz Xaver Leu (PDC)
- Anton Muheim (PS), département de la justice
- Hans Rogger (PCS), département de l'instruction publique. Président en 1962

### 1955-1959
- Werner Bühlmann (PDC)
- Emil Emmenegger, département des finances[19]
- Josef Isenschmid (PDC), département militaire
- Adolf Käch (PRD), département de l'économie
- Werner Kurzmeyer (PRD), département des affaires communales et de la santé
- Franz Xaver Leu (PDC)
- Hans Rogger (PCS), département de l'instruction publique